# Nationaal park Van Mijenfjord
Nationaal park Van Mijenfjord (Noors: Van Mijenfjorden nasjonalpark) is een nationaal park op Spitsbergen in Noorwegen. Het nationaal park werd opgericht in 2021 en is een uitbreiding van het in 2003 opgerichte Nationaal park Nordenskiöld Land. Het beschermt de omgeving van de Van Mijenfjord. Het park omvat de vogelreservaten Midterhuken, Eholmen en Mariaholmen. Het nationaal park omvat ook het noordelijke deel van de Van Keulenfjord en grenst aan Nationaal park Zuid-Spitsbergen.